# Antarctobiotus adocetus
Antarctobiotus adocetus is een eenoogkreeftjessoort uit de familie van de Canthocamptidae. De wetenschappelijke naam van de soort is voor het eerst geldig gepubliceerd in 1977 door Cicchino & Ringuelet.